# We Need to Talk About Kevin
We Need to Talk About Kevin és un thriller dramàtic britànico-estatunidenc coescrit i dirigit per Lynne Ramsay i estrenada el 2 de setembre de 2011, adaptat de la novel·la homònima de Lionel Shriver. Es va presentar en competició oficial en el Festival de Canes 2011.

## Argument
Eva i Franklin són joves i enamorats. Eva i Franklin tenen un fill, Kevin. Eva sacrifica la seva carrera per a educar-lo, i des del naixement del nen, la relació entre la mare i el seu fill és particular. Els dos evolucionen en un clima extremadament malsà. Kevin manipula el seu entorn, revelant la seva autèntica naturalesa a la seva mare tot fent-se passar als ulls del seu pare per a un noi dolç i afectuós. La seva mare és llavors forçada a patir l'actitud del seu fill sense poder sortir de la seva situació.

## Repartiment
- Tilda Swinton: Eva
- Ezra Miller: Kevin
- John C. Reilly: Franklin, el marit d'Eva
- Jasper Newell: Kevin, de nen
- Ashley Gerasimovich: Celia, la germana petita de Kevin
- Siobhan Fallon Hogan: Wanda
- Ursula Parker: Lucy
- Erin Maya Darke: Rosa
- Lauren Fox: el doctor Goldblatt
- James Chen: el doctor Foulkes

## Premis i nominacions[calcitació]

### Premis
- Festival de Cinema de Londres 2011: millor film
- Premi del cinema europeu 2011: actriu europea de l'any per a Tilda Swinton
- Premis British Independent Film 2011: millor director
- Premis Evening Estàndard British Film 2012: millor film

### Nominacions i seleccions
- Festival de Canes 2011: selecció oficial
- Festival Internacional de Cinema de Toronto 2011: selecció « Special Presentations »
- Globus d'Or del 2012: Globus d'Or a la millor actriu dramàtica per a Tilda Swinton
- En selecció al Festival dels Busters 2017

## Rebuda
- "Un dels films més inquietants i pertorbadors de la temporada, a més de discutit. (...) Puntuació: ★★★★ (sobre 4)"[2]
- "La pel·lícula es planteja preguntes políticament incorrectes (...) sense témer respondre-les (...) Puntuació: ★★★★ (sobre 5)"[3]
- "Com a retrat d'un estat mental deteriorat, 'We Need To Talk About Kevin' és una pel·lícula magistral (...) Puntuació: ★★★★ (sobre 4)"[4]
- We Need to Talk about Kevin rep critiques més aviat positives. Rotten Tomatoes informa que el 76 % de les 184 critiques han donat un parer positiu sobre el film, amb una mitjana de 7.4/10.[5]